# پارک آنترمایر

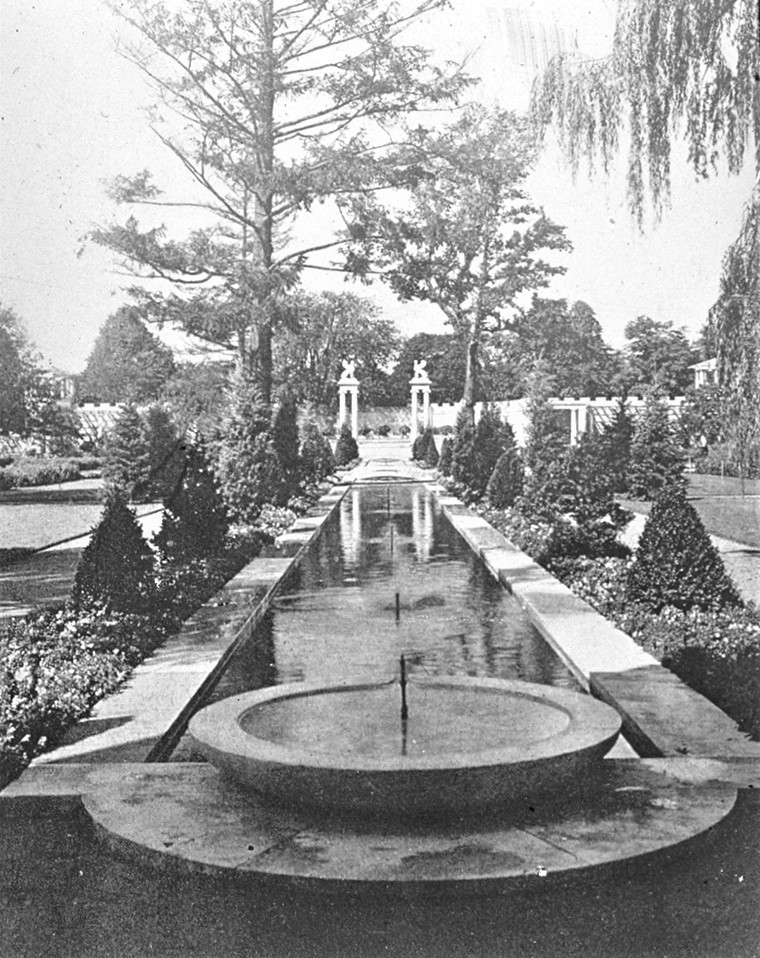
باغ ایرانی در حوالی ۱۹۰۰ میلادی.

پارک آنترمایر (به انگلیسی: Untermyer Park) نام پارک و باغی ۴۳ هکتاری در شهر یانکرز، ایالت نیویورک، ایالات متحده آمریکا است. این پارک دارای باغ ایرانی است. پارک آنترمایر، در سال ۱۹۷۴ میلادی به فهرست آثار ملی اماکن تاریخی ایالات متحده افزوده شد.